# Barbara Catharina Mjödh
Barbara Catharina Mjödh, född 1738, död 1776, var en finländsk poet. Hon var dotter till prästen Abraham Mjödh. Mjödh var verksam som en så kallad tillfällighetspoet, och skrev publicerade dikter till tillfällen som bröllop och begravningar.